# Норман, Джесси
Джесси Но́рман (англ. Jessye Norman; 15 сентября 1945, Огаста, штат Джорджия — 30 сентября 2019, Нью-Йорк) — американская певица (сопрано, меццо-сопрано).

## Биография

### Ранние годы
Она родилась в Огасте, штат Джорджия, в семье Сайласа Нормана, страхового агента, и Джейни Кинг-Норман, школьной учительницы. В семье было пятеро детей и все члены являлись музыкантами-любителями. Её мать и бабушка были пианистками, а отец пел в местном хоре. Все братья и сестры рано научились играть на пианино. Норман училась в начальной школе Чарльза Т. Уокера и в раннем детстве проявила себя талантливым певцом, исполняя евангельские песни в баптистской церкви Маунт-Голгофа в возрасте четырёх лет. В возрасте семи лет она участвовала в своем первом вокальном конкурсе, заняв третье место только из-за промаха во второй строфе гимна «Бог позаботится о тебе». Позже она сказала в интервью: «Думаю, Он позаботился обо мне. Это была моя последняя публичная ошибка».
Когда Норман было девять лет, ей подарили радио на день рождения, и вскоре она открыла для себя мир оперы благодаря еженедельным трансляциям Метрополитен-опера, которые она слушала каждую субботу. Она начала слушать записи Мариан Андерсон и Леонтин Прайс, которых Норман считал вдохновляющими фигурами в своей карьере. Она получила свое первое официальное обучение вокалу от Розы Харрис Сандерс Крек, которая была её учителем музыки в средней школе А. Р. Джонсона.
Она училась в Школе Искусств Интерлохен (Interlochen School of Arts) в Северном Мичигане по программе оперного перформанса. В возрасте 16 лет она приняла участие в вокальном конкурсе Мэриан Андерсон в Филадельфии, который, хотя и не выиграла, привел к предложению полной стипендии в Говардском университете в Вашингтоне (округ Колумбия). Она получала вокальный класс у Кэролайн Грант, пела в университетском хоре в качестве солистки Объединённой церкви Христа в Линкольне Темпле. В 1964 году она стала членом Gamma Sigma Sigma.
В 1965 году вместе с 33 другими студентками и четырьмя преподавателями-женщинами она стала одним из основателей отделения Delta Nu музыкального братства Sigma Alpha Iota. В 1966 году она выиграла вокальный конкурс Национального общества искусств и литературы. Окончив в 1967 году Школу Искусств, она поступила в аспирантуру Консерватории Пибоди в Балтиморе, а затем в Школа музыки, театра и танца Мичиганского университета в Анн-Арборе, штат Мичиган, где она получила степень магистра в 1968 году. В это время она училась вокалу у Элизабет Маннион и Пьера Бернака. Позже она тесно сотрудничала с преподавателем по вокалу Сильвией Олден ли в Метрополитен-опера, которая также была преподавателем Мэриан Андерсон и Кэтлин Бэттл.
В 1969 дебютировала в Берлине в роли Елизаветы («Тангейзер» Вагнера), в 1972 — в Ла Скала в роли Аиды («Аида» Верди) и в Ковент-Гарден в роли Кассандры («Троянцы» Берлиоза). Среди других оперных партий — Кармен («Кармен» Бизе), Ариадна («Ариадна на Наксосе» Р. Штрауса), Саломея («Саломея» Р. Штрауса), Иокаста («Царь Эдип» Стравинского).
С середины 1970-х годов некоторое время выступала только в концертах, затем снова вернулась на оперную сцену в 1980 году в роли Ариадны в «Ариадне на Наксосе» Рихарда Штрауса в Гамбургской Штатсопер. В 1982 году дебютировала на американской оперной сцене в Филадельфии — до этого чернокожая певица давала у себя на родине лишь концертные турне. Долгожданный дебют Норман в Метрополитен-опера состоялся в 1983 году в дилогии Берлиоза «Троянцы» — в двух партиях, Кассандры и Дидоны. Партнёром Джесси был тогда Пласидо Доминго, и постановка имела огромный успех. Там же, в Метрополитен, Норман впоследствии великолепно исполнила Зиглинду в «Валькирии» Рихарда Вагнера. Это «Кольцо нибелунга» под управлением Дж. Ливайна было записано, также как и «Парсифаль» Вагнера, где Джесси Норман исполнила партию Кундри. Вообще Вагнер, наряду с Малером и Р. Штраусом, всегда составлял основу оперного и концертного репертуара Джесси Норман.
На начало XXI века Джесси Норман была одной из самых разносторонних, популярных и высокооплачиваемых певиц. Она неизменно демонстрировала яркие вокальные данные, утонченную музыкальность и чувство стиля. В её репертуаре присутствовал богатейший камерный и вокально-симфонический репертуар от Баха и Шуберта до Малера, Шёнберга («Песни Гурре»), Берга и Гершвина. Также Норман записала несколько дисков спиричуэлc и популярных американских, а также французских песен.
28 июня 2001 года Норман и Кэтлин Батл исполнили Mythodea — музыка для миссии НАСА: 2001 Mars Odyssey (это хоровая симфония греческого композитора и художника Вангелис) в Храме Зевса Олимпийского в Афинах, Греция.
11 марта 2002 года она исполнила американскую патриотическую песню «America the Beautiful» на церемонии открытия двух монументальных световых колонн на месте бывшего Всемирного торгового центра в качестве мемориала жертвам террористических атак 11 сентября 2001 года в Нью-Йорке.
Введена в Зал славы журнала Gramophone. Почётный доктор музыки Оксфорда (2016).
Скончалась 30 сентября 2019 года в Нью-Йорке. Причина смерти — полиорганная недостаточность, вызванная последствиями травмы спинного мозга, полученной в 2015 году.